# Ans (Denemarken)
Ans is een plaats in de Deense regio Midden-Jutland, gemeente Silkeborg. De plaats telt 1699 inwoners (2008). Het maakt deel uit van Grønbækparochie.
Ans ligt op route 26, de belangrijkste weg tussen Viborg en Aarhus. De afstand tussen Ans en Silkeborg (de gemeente waartoe Ans behoort) bedraagt 17 km.
Elk jaar in augustus vindt in Ans het Tange Folk Festival plaats.